# Андріївка (Миргородський район)
Андрі́ївка — село в Україні, у Комишнянській селищній громаді Миргородського району Полтавської області. Населення становить 99 осіб. До 2020 року орган місцевого самоврядування — Клюшниківська сільська рада.

## Географія
Село Андріївка примикає до села Клюшниківка. По селу протікає пересихаючий струмок з загатою. Поруч проходить залізниця, станція Дібровський Кінний Завод за 5 км.